# 下栅乡
下栅乡，是中华人民共和国山西省吕梁市孝义市下辖的一个乡镇级行政单位。

## 行政区划
下栅乡下辖以下地区：
下栅村、上栅村、吴圪垛村、兴跃村、坛果村、王马村、王家沟村、恒兴堡村、南辽壁村、北辽壁村、高仁村、恰头村、中原村、尧仲村、东安生村、西安生村、大西庄村、小西庄村、西铺头村、南庄村、道六庄村、南道村、西沟村、东铺头村、南峪村和马家岭村。